# مارفن بودري
مارفن بودري (بالفرنسية: Marvin Baudry)‏ (مواليد 26 يناير 1990) هو لاعب كرة قدم كونغولي يلعب حاليًا لصالح نادي أميان في مركز الدفاع.

## روابط خارجية
- مارفن بودري على موقع قاعدة بيانات كرة القدم.إي يو (الإنجليزية)
- مارفن بودري على موقع ناشيونال فوتبول تيمز (الإنجليزية)
- مارفن بودري على موقع Soccerway.com (الإنجليزية)
- مارفن بودري على موقع عالم كرة القدم.نت (الإنجليزية)
- مارفن بودري على موقع GSA (الإنجليزية)